# Hans Frei (Bergsteiger)
Hans Frei (* 1910 in Zürich; † 30. Mai 1937 am Ruchenfensterturm in den Urner Alpen) war ein Schweizer Bergsteiger, Erstbegeher schwieriger Routen u. a. im Bergell.

## Leben
Frei lernte Typograph bei Orell Füssli in Zürich und begann während der Lehrzeit mit Bergsteigen. Schon bald war er einer der stärksten Schweizer Kletterer seiner Zeit. Mitglied des Touristenvereins der Naturfreunde und des Schweizer Alpen-Clubs.  
Mit Jürg Weiss gelang ihm am 27./28. Juli 1935 die Erstbegehung des «Bügeleisens» an den Pizzi Gemelli im Bergell. Bei dieser Reibungskletterei verwendete er erstmals Schuhe mit steifen Gummisohlen, auf Grund seiner Erfahrungen entwickelte der Italiener Vitale Bramani die berühmte Vibram-Sohle. 
Am 20. Mai 1937 stürzte Hans Frei am Ruchenfensterturm im Windgällengebiet in den Urner Alpen ab, zusammen mit Félix Tharin und Henri Trachsel.

## Erstbegehungen (Auswahl)
- 27. August 1932 Piz Badile Nordkante im Auf- und Abstieg. Mit Hans Graf.
- 20. Juli 1933 Lenzspitze Nordnordostwand. Erster Soloaufstieg.
- 24. August 1933 Punta Rasica, Bergell, Westgipfel, Nordwand. Mit Mathys Margadant.
- 27. August 1933 Torrone Centrale, Bergell, Direkte Nordwand. Mit Mathys Margadant.
- 27./28. Juli 1935 Pizzi Gemelli Nordkante, Bügeleisen. Mit Jürg Weiss.